# Flugplatz Heubach

i7
i11
i13
Der Flugplatz Heubach  (ICAO-Code: EDTH) ist ein Verkehrslandeplatz bei Heubach in Ostwürttemberg, der von der Stadt Heubach betrieben wird.

## Lage
Der Platz liegt 1,5 Kilometer nördlich der Stadtmitte von Heubach auf der Gemarkung von Böbingen an der Rems vor dem Albtrauf. Die Bundesstraße 29, über die eine schnelle Anbindung an den Großraum Stuttgart sowie die Bundesautobahn 7 besteht, verläuft 2 km nördlich des Platzes. Parallel zur Bundesstraße fährt die Remsbahn (Bahnlinie Stuttgart–Aalen), erreichbar über den Bahnhof Böbingen an der Rems.

## Flugbetrieb
Pro Jahr werden ca. 20.000 Flugbewegungen abgewickelt, vom motorisierten Gleitschirm bis zur zweimotorigen Turboprop. 

## Geschichte
Der Heubacher Flugplatz wurde im Jahre 1961 von der Firma Triumph International für den Werksverkehr gegründet. Als Sonderlandeplatz war er auch für den allgemeinen Verkehr mit Flugzeugen bis 5,7 t Abfluggewicht, selbststartenden Motorseglern und Hubschraubern zugelassen. Die Asphaltbahn hatte damals die Ausmaße 500 × 20 m, was für die einmotorige Dornier Do 27, die seinerzeit als Werksflugzeug diente, völlig ausreichte. Die Startbahn war anfangs nur durch einen einzigen Rollweg mit dem Vorfeld verbunden. Die neben dem Turm stehende Halle 1 war die einzige Unterstellmöglichkeit für Flugzeuge. Im Jahr 1962 wurde der Flugplatz mit einer Nachtflugbefeuerung ausgestattet und vom Bundesminister des Innern als Grenzübergangsstelle zugelassen.
Zum Betrieb eines größeren Firmenflugzeugs, einer zweimotorigen Rockwell Turbo Commander, wurde 1965 die Start- und Landebahn auf die bis heute gültigen 750 m verlängert. In den folgenden Jahren erstellte die Firma Triumph im Anschluss an die Halle 1 noch eine zweite, etwas höhere Flugzeughalle.
Im Jahr 1971 erwarb schließlich die Stadt Heubach den Flugplatz von der Firma Triumph. Im Jahr 1974 wurde der Sonderlandeplatz als Verkehrslandeplatz zugelassen und hat somit die Betriebspflicht zu den veröffentlichten Zeiten. Zwei hauptberufliche Flugleiter, die auch als Beauftragte für Luftaufsicht des Landes Baden-Württemberg und als Hilfspolizeibeamte der Bundespolizei tätig sind, teilen sich den Dienst.
Die Stadt Heubach erstellte im Jahr 1976 eine dritte Flugzeughalle (Einzelboxenhalle). Da durch diese Halle die Landebahn vom Tower nicht mehr vollständig einsehbar war, wurde 1978 der Tower aufgestockt. In diese Zeit fiel auch der Bau des Restaurants Am Flugplatz durch einen privaten Investor.
Im Dezember 1999 wurde vom Regierungspräsidium Stuttgart die Betriebsgenehmigung des Landeplatzes auf die Betriebsart Ultraleichtflugzeuge erweitert.
Im Jahr 2005 musste auf Grund von Auflagen des Wasserwirtschaftsamtes und des TÜV die Tankstelle saniert werden. In diesem Zusammenhang wurde das Angebot um zwei Treibstoffsorten erweitert. Außer AVGAS kann nun auch Super plus und Jet A-1 (Kerosin) getankt werden. Diese Maßnahme hat die Wirtschaftlichkeit des Platzes wesentlich verbessert.
Im Jahr 2011 wurde die Start-/Landebahn neu asphaltiert und neue Markierungen auf der Bahn und dem Vorfeld angebracht.